# Politica dell'Uzbekistan
La Repubblica dell'Uzbekistan, in base alla costituzione adottata l'8 dicembre 1992, è una repubblica presidenziale, unitaria e laica dove il Presidente è sia capo di stato, sia capo del governo. Il potere esecutivo spetta al governo, composto dal Presidente, dal Primo ministro e dai ministri. Il potere legislativo è detenuto dall'Oliy Majlis, il parlamento bicamerale composto da Senato e Camera legislativa (Qonunchilik palatasi).
Il potere giudiziario è esercitato dalle tre Alte Corti: la Corte Suprema, la Corte Costituzionale e l'Alta Corte Economica.

## Storia

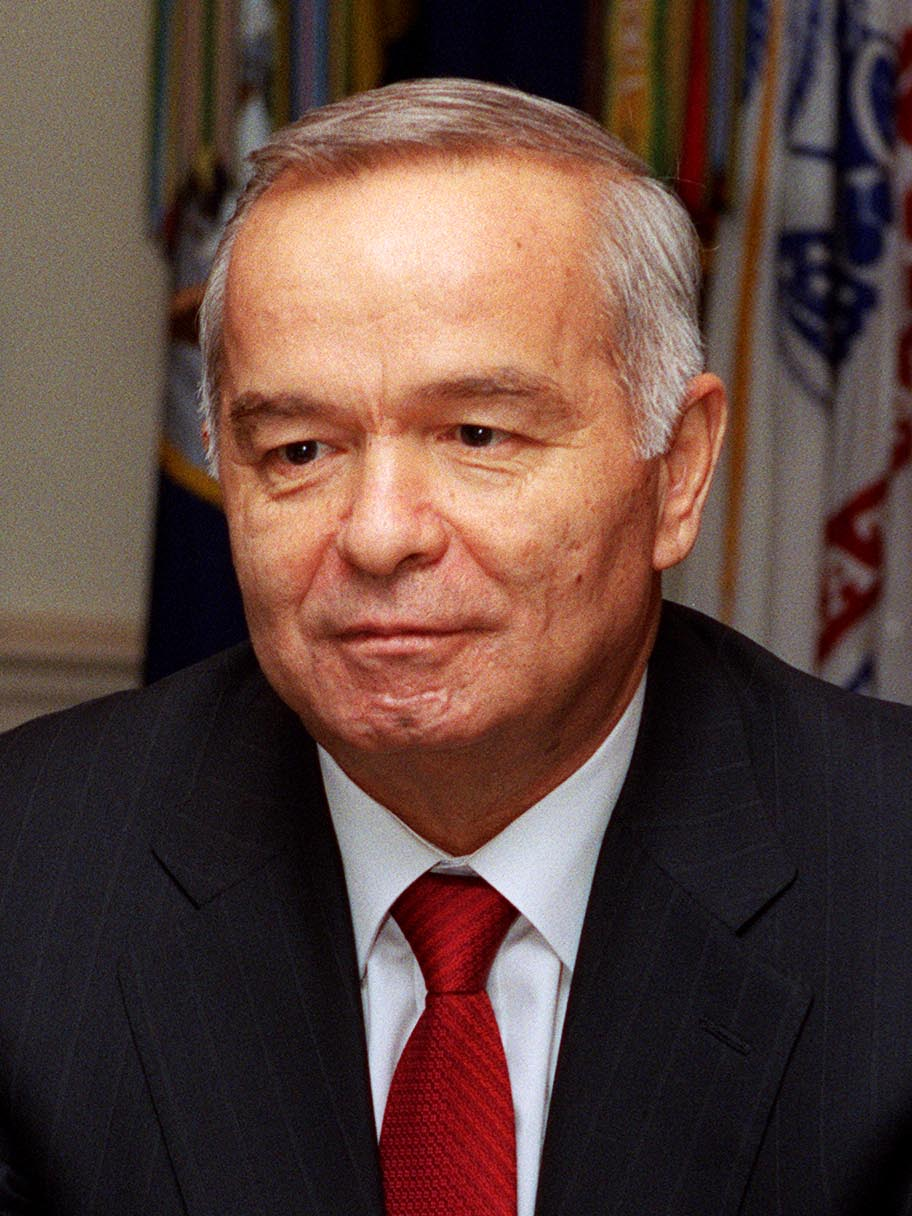
Il primo Presidente dell'Uzbekistan, Islom Karimov

Il Paese è stato guidato dalla figura di Islom Karimov dal 1989, anno in cui è stato eletto segretario del Partito Comunista dell'Uzbekistan, fino al 2 settembre 2016, giorno della sua morte. Il 24 marzo 1990 venne eletto presidente della RSS Uzbeka dal Soviet supremo dell'Uzbekistan.
Il 31 agosto 1991, 10 giorni dopo il putsch di Mosca, Karimov dichiarò l'indipendenza della Repubblica dell'Uzbekistan. Il Partito Comunista dell'Uzbekistan cambiò nome e divenne il Partito Democratico Popolare dell'Uzbekistan. Il 29 dicembre 1991 si tennero le prime elezioni presidenziali, che Karimov vinse con l'87,1% dei voti.
Il suo fu un regime personalistico e tradizionalista, basato sul recupero degli antichi costumi e delle tradizioni uzbeke risalenti ai tempi d'oro di Samarcanda, specialmente in occasione degli eventi più importanti della vita (nascite, matrimoni, funerali), ereditati in particolare dagli antichi Khanato di Khiva ed Emirato di Buchara. Si sono così riaffermati i concetti di clan e di tribù, che oggi sono alla base della vita sociale uzbeca. Importanti furono le politiche di lotta all'islamismo terrorista, tanto che nel 1993 fece intervenire l'Uzbekistan nella guerra civile nel vicino Tagikistan accanto alla forza multinazionale di pace della CSI. Grazie a queste politiche Karimov ha avuto un notevole successo in politica estera nei rapporti con la Russia e con gli Stati Uniti, a cui ha concesso numerose basi militari nel suo territorio per la guerra in Afghanistan.
Nel dicembre del 1992 entrò in vigore la nuova (e attuale) costituzione. Il 25 dicembre 1994 si tennero le prime elezioni parlamentari per eleggere la prima Assemblea Suprema. Fino a quella data il potere legislativo lo esercitò il Soviet Supremo, dominato dal Partito Democratico Popolare dell'Uzbekistan.
Nel 1995, a seguito di un referendum popolare vinto col 99,6% dei voti, il primo mandato di Karimov (che sarebbe scaduto l'anno successivo) venne prolungato di 5 anni. Nel 2000 si tennero le seconde elezioni presidenziali, vinte nuovamente da Karimov.
Nel 2002 si tenne un referendum costituzionale dove si proponeva di prolungare la durata del mandato presidenziale da 5 a 7 anni, e l'istituzione del Senato, abolendo il sistema monocamerale. Entrambe le proposte vennero approvate con una larga maggioranza.
Karimov vinse anche le presidenziali del 2007 e del 2015, violando di fatto il limite costituzionale di due mandati.
A seguito della morte di Islom Karimov avvenuta il 2 settembre 2016 per emorragia cerebrale, la carica di Presidente venne assegnata ad interim dal Senato al primo ministro Shavkat Mirziyoyev l'8 settembre successivo, in attesa di nuove elezioni. Alle successive elezioni presidenziali del 4 dicembre 2016 Mirziyoyev fu eletto Presidente con l'88,6% dei voti.

## Presidente e potere esecutivo

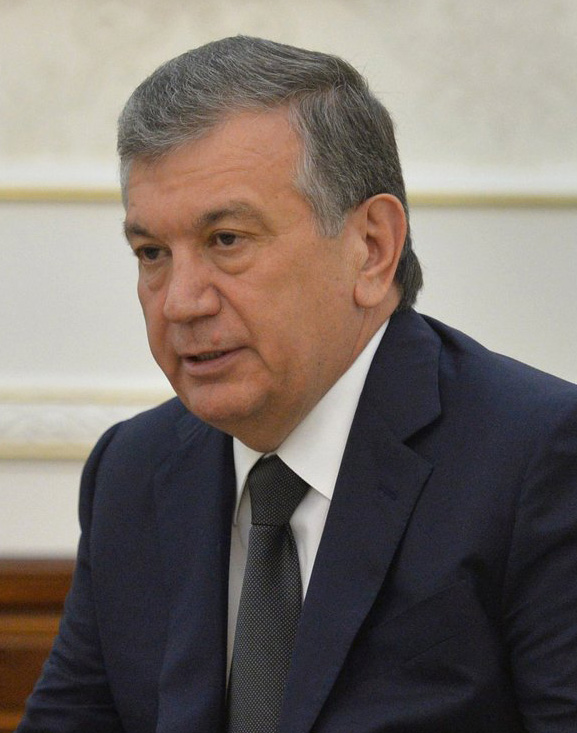
Shavkat Mirziyoyev, l'attuale presidente dell'Uzbekistan

Il Presidente è la più alta carica dello stato e detiene il potere esecutivo. Nomina il Primo Ministro e il governo, che non dipendono dal sostegno dell'Assemblea Suprema poiché in Uzbekistan vige un sistema presidenziale. Ha anche il potere di nominare i membri delle tre corti nazionali (che necessitano però dell'approvazione parlamentare) e i governatori provinciali, e può sciogliere il parlamento.
Il Presidente viene eletto con libere elezioni a suffragio universale a doppio turno per una carica di 7 anni, e può essere eletto per massimo 2 mandati. Inizialmente la costituzione prevedeva che il mandato durasse solo 5 anni; nel 2002, a seguito di un referendum costituzionale, la durata della carica presidenziale è stata portata a 7 anni.
L'attuale Presidente è Shavkat Mirziyoyev, in carica dal 14 dicembre 2016 a seguito delle elezioni presidenziali del 4 dicembre precedente; ricopriva già la carica ad interim dall'8 settembre 2016. L'attuale Primo ministro è Abdulla Aripov, in carica dal 14 dicembre 2016.

## Potere legislativo

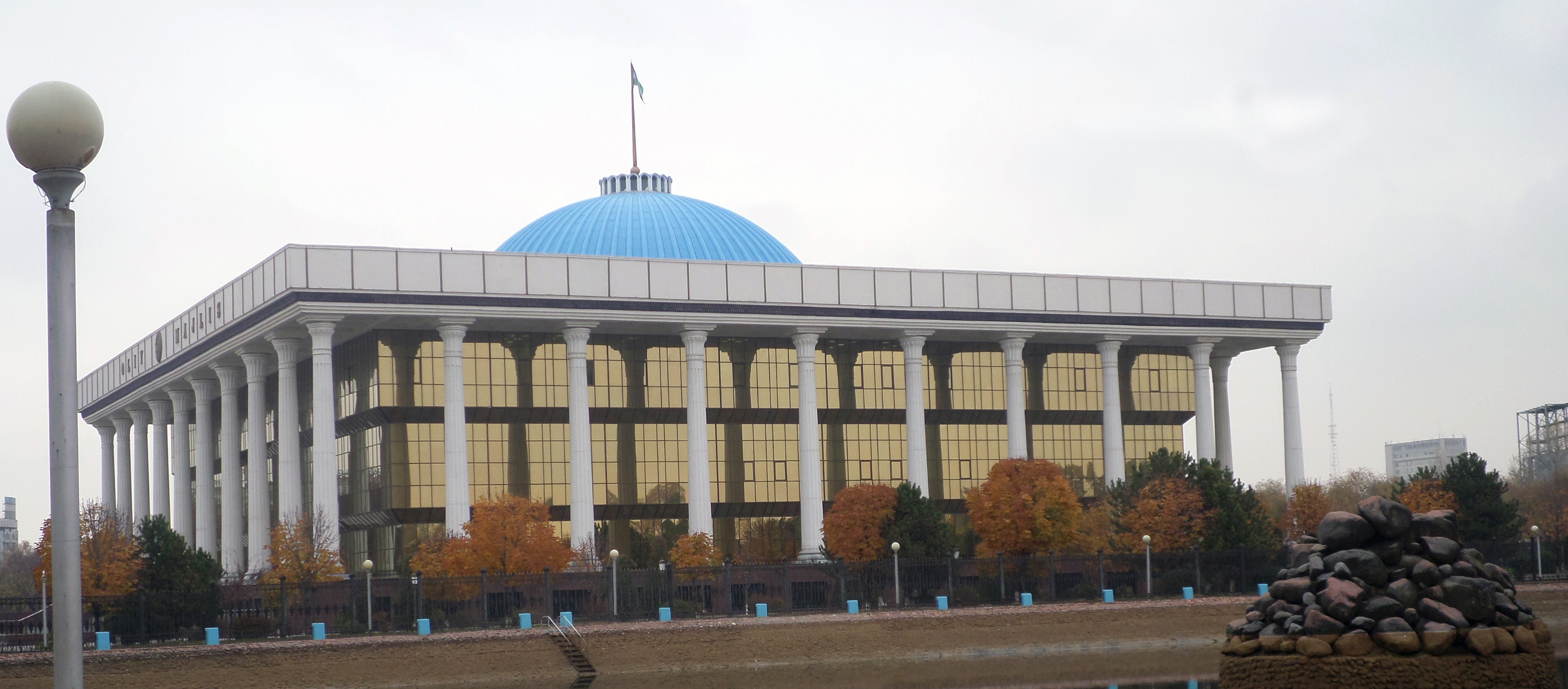
La sede dell'Assemblea Suprema dell'Uzbekistan

L'Oliy Majlis (Assemblea Suprema) è divisa in due rami:
- La Camera Legislativa (la camera bassa), composta da 150 membri eletti direttamente dai cittadini tramite libere elezioni per un mandato di 5 anni;
- Il Senato (camera alta), composto da 100 membri eletti per 5 anni, di cui 84 eletti dai consigli distrettuali, regionali e cittadini e 16 di nomina presidenziale.

Detiene il potere legislativo (un iter legislativo può essere avviato all'interno del parlamento, dal presidente, da una delle corti, dal procuratore generale o dal governo della Provincia autonoma di Karakalpakstan) e ratifica i trattati internazionali, i decreti presidenziali e gli stati di emergenza. Inoltre approva i membri delle tre corti giudiziarie nominati dal presidente.
Inizialmente il parlamento era monocamerale; Il senato è stato istituito con il referendum del 2002.

## Partiti politici
I 5 partiti politici riconosciuti dal governo dell'Uzbekistan sono i seguenti:
- Partito Liberale Democratico dell'Uzbekistan, del presidente Mirziyoyev;
- Partito Democratico Popolare dell'Uzbekistan, di sinistra;
- Partito Democratico del Rinnovamento Nazionale dell'Uzbekistan, nazionalista;
- Partito Social Democratico della Giustizia, socialdemocratico;
- Movimento Ecologico dell'Uzbekistan, ecologista.